# HMS Boston (J14)
«Бостон» (англ. HMS Boston (J14) — військовий корабель, тральщик типу «Бангор» Королівського військово-морського флоту Великої Британії часів Другої світової війни.

## Історія створення
Тральщик «Бостон» закладений 27 листопада 1939 року на верфі Ailsa Shipbuilding Company у Труні. 30 грудня 1940 року він був спущений на воду, а 26 січня 1942 року увійшов до складу Королівських ВМС Великої Британії.

## Історія служби
Корабель брав участь у бойових діях на морі в Другій світовій війні, бився в Атлантиці, в Середземному морі, супроводжував мальтійські конвої.
12-16 червня 1942 року тральщик «Бостон» брав участь у проведенні операції із супроводження великого транспортного конвою «Вігорос»
При переході конвой і ескорт сильно постраждали від ударів німецької та італійської авіації, атак торпедних катерів і підводних човнів противника. У ході боїв крейсери «Ньюкасл» і «Бірмінгем» були пошкоджені, «Герміона» затонув. Затонули есмінці «Нестор» і «Гейсті». Два судна з конвою було потоплено, ще два пошкоджені.
12 липня 1943 року британські тральщики «Сігам», «Бостон», «Пул» та «Кромарті» захопили у Сиракузі італійський підводний човен «Бронцо», який згодом став до строю британського підводного флоту, як HMS P714, а з 29 січня 1944 року переданий до флоту Вільної Франції, де отримав назву «Нарвал».